# Paderborn Hauptbahnhof
Paderborn Hauptbahnhof – stacja kolejowa w Paderborn, w kraju związkowym Nadrenia Północna-Westfalia, w Niemczech. Znajdują się tu 3 perony.